# Stihl
Andreas Stihl AG & Company es una empresa alemana que fabrica motosierras y otra maquinaria para la explotación forestal, jardinería y agricultura. La compañía fue fundada en 1926 por Andreas Stihl, considerado el "padre de la motosierra", produciendo a su vez maquinaria para construcción, salvamento y limpieza, así como equipamiento de protección individual y ropa de calle y accesorios.
Los productos se comercializan exclusivamente a través de una red de distribución cualificada. En la actualidad, STIHL cuenta con nueve fábricas en todo el mundo, 32 filiales, 130 importadores y alrededor de 35.000 distribuidores especializados. Además, la compañía, que dispone de una plantilla de casi 9.800 empleados, factura 2.088 millones de euros anuales.
Actualmente posee dos marcas:
- Stihl: orientada al uso profesional.
- Viking: orientada al uso doméstico.

## Stihl

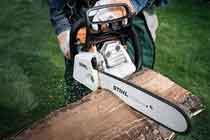
Motosierra Stihl MS 171.

Stihl está orientada al uso profesional. La mayoría de sus maquinarias están equipadas con motores de explosión, aunque también se fabrican con motores eléctricos que utilizan la energía proveniente de la red y nuevos motores con baterías ion-litio.
Bajo la marca Stihl fabrica:
- Para el mundo forestal, agrícola y de jardinería:
  - Motosierras
  - Cortasetos
  - Desbrozadoras
  - Sopladores
  - Vareadores
  - Ahoyadoras

- Para el sector de la construcción:
  - Tronzadoras

- Para el sector de la limpieza:
  - Hidrolimpiadoras
  - Aspiradores

## Viking
Bajo la marca Viking fabrica:
- Para el sector de la jardinería:
  - Cortacéspedes
  - Cortasetos

## Stihl en la competición
Actualmente, existen en Argentina algunas unidades de kartings fabricados con motores Stihl. En algunas provincias la fabricación de estos kartings dio lugar a la aparición y oficialización de una categoría del campeonato de kartings, la categoría Stihl.